# Axiopoena fluviatilis
Axiopoena fluviatilis là một loài bướm đêm thuộc phân họ Arctiinae, họ Erebidae.